# Piergiorgio Odifreddi
Piergiorgio Odifreddi (Cuneo, 13 de julio de 1950) es un matemático italiano, profesor universitario de lógica matemática, ensayista y divulgador científico; ha escrito también obras sobre filosofía y teología, así como política e historia de la ciencia, siendo colaborador de revistas especializadas y medios de comunicación italianos y extranjeros. De tendencia racionalista, es también un reconocido activista en favor de la laicidad del Estado, siendo por ello objeto de numerosas críticas y centro de polémicas con algunos sectores de la Iglesia católica. Desde 2003, es Presidente honorífico de la Unione degli Atei e degli Agnostici Razionalisti. Entre 2007 y 2008, ha sido también miembro del Partido Democrático. Entre diversos premios científicos, fue distinguido en 2005 por el presidente de la República Italiana, con el grado de Comendador de la Ordine al merito della Repubblica Italiana (OMRI). 

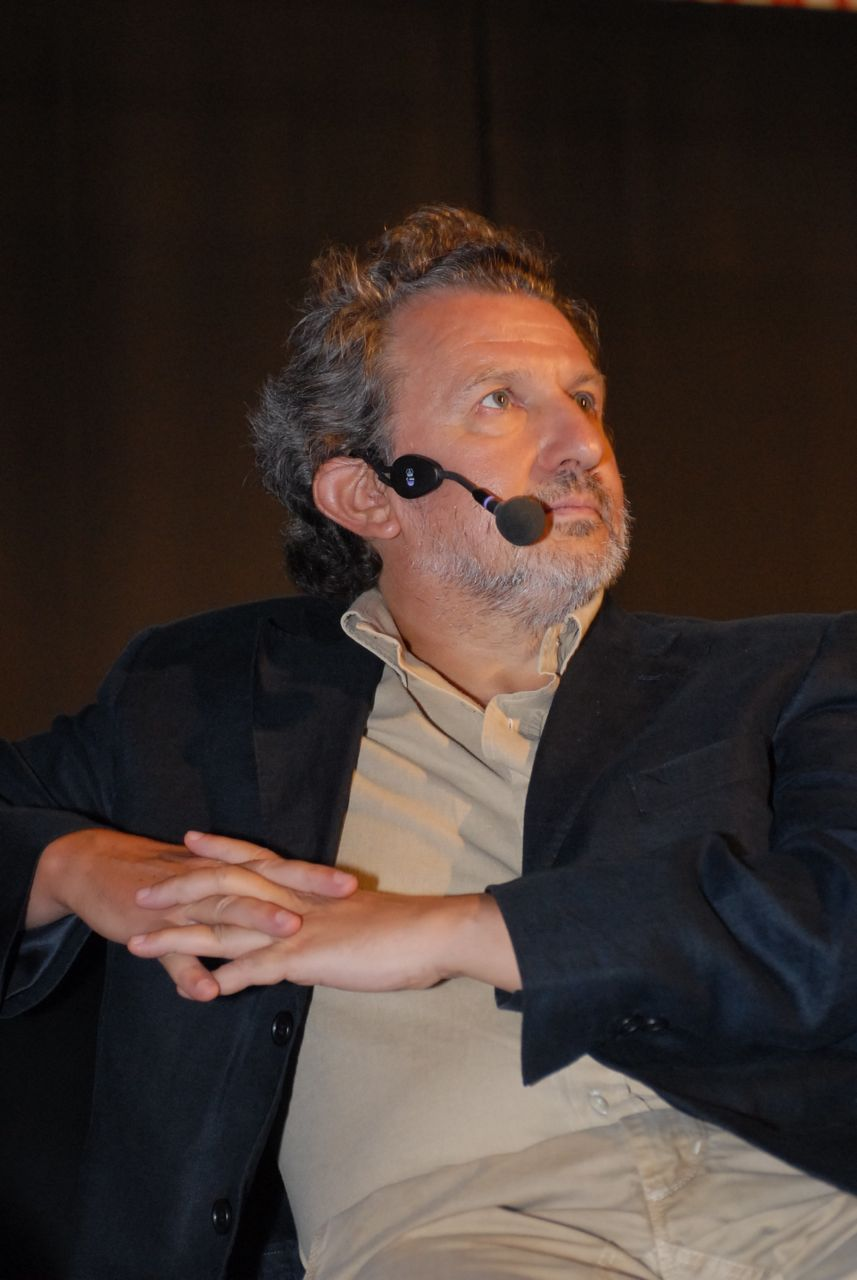
Piergiorgio Odifreddi, retratado en 2007.

## Obras
- 1999 - Il Vangelo secondo la Scienza, Einaudi (ISBN 88-06-14930-X)
- 2000 - La matemática del Novecento, prólogo de Giancarlo Rota, Einaudi (ISBN 88-06-15153-3)(Trad. esp.: La matemática del siglo XX, Buenos Aires/Madrid, Katz editores S.A, 2006, ISBN 84-609-8353-6)
- 2000 - Il computer di Dio, Cortina (ISBN 88-7078-663-3)
- 2001 - C'era una volta un paradosso, Einaudi (ISBN 88-06-15090-1)
- 2002 - La repubblica dei numeri, Cortina (ISBN 88-7078-776-1)
- 2003 - Zichicche, Dedalo (ISBN 88-220-6260-4)
- 2003 - Il diavolo in cattedra. La logica matemática da Aristotele a Kurt Gödel, Einaudi (ISBN 88-06-16721-9)
- 2003 - Divertimento geometrico. Da Euclide ad Hilbert, Bollati Boringhieri (ISBN 88-339-5714-4)
- 2004 - Le menzogne di Ulisse. L'avventura della logica da Parmenide ad Amartya Sen, Longanesi (ISBN 88-304-2044-1)
- 2005 - Elogio de la impertinencia (Il matematico impertinente, Longanesi, ISBN 88-304-2222-3), RBA, 2010, ISBN 978-84-9867-600-6
- 2005 - Penna, pennello, bacchetta: le tre invidie del matematico, Laterza (ISBN 88-420-7643-0)
- 2005 - Idee per diventare matematico, Zanichelli (ISBN 88-08-07063-8)
- 2006 - Incontri con menti straordinarie, Longanesi (ISBN 88-304-2346-7)
- 2006 - Che cos'è la logica?, Luca Sossella Editore (ISBN 88-89829-19-2)
- 2006 - La scienza espresso: Note brevi, semibrevi e minime per una biblioteca scientifica universale, Einaudi (ISBN 978-88-06-18258-8)
- 2007 - Perché non possiamo essere cristiani (e meno che mai cattolici), Longanesi (ISBN 978-88-304-2427-2)
- 2007 - 11/9 La cospirazione impossibile (coautor), Piemme (ISBN 978-88-384-6847-6)
- 2007 - Matematico e Impertinente - Un varietà differenziale, Promo Music (ISBN 978-88-902950-1-0)
- 2008 - Elogio de la impertinencia (Il matematico impenitente, Longanesi, ISBN 978-88-304-2565-1), RBA, 2010, ISBN 978-84-9867-600-6
- 2008 - La Via Lattea (coautor con Sergio Valzania y Franco Cardini), Longanesi (ISBN 978-88-304-2617-7)
- 2018 - Diccionario de la estupidez. ISBN 9788417081225